# Helene von Druskowitz
Helene von Druskowitz, właśc. Helene Maria Franziska Druschkovich (ur. 2 maja 1856 w Hietzing, zm. 31 maja 1918 w Mauer-Öhling) – austriacka filozofka, pisarka i krytyk muzyczna.

## Życiorys
Urodziła się w rodzinie o chorwackich korzeniach. Jej ojcem był Lorenz Druschkovich, kupiec pochodzący z wyspy Korčula. Matka, Magdalena Maria była pianistką. Helene utrzymywała z nią bliski kontakt przez całe swoje życie. Kiedy Helene miała 2 lata, zmarł jej ojciec. Matka ponownie wyszła za mąż, urodziła syna i z sukcesem prowadziła rodzinny biznes. W 1863 zmarł ojczym Helene. Majątek, który pozostawił, zabezpieczył rodzinę i pozwolił dziewczynie na zdobycie wykształcenia.
W 1873 uzyskała dyplom z gry na fortepianie w Konserwatorium Wiedeńskim. W 1874, po okresie prywatnej nauki, zdała maturę w liceum pijarów w Wiedniu. W tym samym roku wraz z matką przeprowadziła się do Zurychu, gdzie studiowała w latach 1874–1878. Okres edukacji, kiedy nazywano ją cudownym dzieckiem, opisała w autobiograficznym dramacie Unerwartet (Niespodziewane) z 1889.
Studiowała filozofię, literaturę niemiecką, orientalizm (prawdopodobnie sanskryt) i języki nowożytne (angielski), możliwe, że też archeologię. W 1878 obroniła z wyróżnieniem doktorat na Uniwersytecie w Zurychu. Napisała pracę pt. „Don Juan” bei Lord Byron. Eine litterarisch-ästhetische Abhandlung („Don Juan” Lorda Byrona: traktat literacko-estetyczny). Została pierwszą Austriaczką, która uzyskała stopień doktora, i pierwszą kobietą, która obroniła doktorat w Zurychu. Czasem podaje się, że pierwszym doktorem w Zurychu była Stefania Wolicka, która miała obronić pracę w 1875, ale z powodów politycznych musiała opuścić Zurych i była promowana in absentia.
Druskowitz pracowała jako nauczycielka historii literatury na uniwersytetach w Wiedniu, Zurychu, Monachium i Bazylei. Odwiedziła Afrykę Północną, Francję, Włochy i Hiszpanię, po czym wróciła do Wiednia. Tu wygłosiła kilka publicznych wykładów, głównie na tematy literackie i kulturowo-historyczne (np. o Percym Shelleyu, którego biografię napisała w 1884). W opracowaniach jest wymieniana jako krytyk muzyczna.
W 1881 poznała Marie von Ebner-Eschenbach i została przez nią zaproszona do grona przyjaciół i kręgu literackiego. W grupie ujawnił się jej wybuchowy charakter. Relacje charakteryzowały naprzemienne fazy bliskości i konfliktów. Mimo tego Helene i Marie często korespondowały. W „Neue Zürcher” Druskowitz napisała pozytywną recenzję o pozycji Ebner-Eschenbach pt. Erzählungen (Opowieści).
Druskowitz zapoznała się ze szwajcarską historyczką, filozofką i przyjaciółką Friedricha Nietzschego, Barbarą Margarethą von Salis. W 1884 nawiązała kontakt z Rainerem Marią Rilkem i Paulem Rèe. Ferdinand Conrad Meyer pisał o niej w liście: Ma coś tureckiego lub serbskiego, a jednocześnie zna na pamięć wszystkie współczesne teorie filozoficzne, co jest mało tureckie. Uważam to za cenne i jeśli mogę pomóc w jej szybkim rozwoju, zrobię to bardzo chętnie. W październiku 1884 poznała Lou Andreas-Salomé i Friedricha Nietzschego, których przedstawiła jej Malwida von Meysenbug. Zaprzyjaźniła się z Nietzschem, ale już po kilku miesiącach jej entuzjazm opadł. Niemniej Helene Druskowitz była jedną z nielicznych osób, które otrzymały egzemplarz książki Tako rzecze Zaratustra wydanej przez Nietzschego. Przyjaźń z filozofem skończyła się, gdy w Moderne Versuche eines Religionsersatzes (1886) skrytykowała jego prace i zwróciła egzemplarz książki. W 1887 Nietsche napisał w jednym z listów w postscriptum: Mała literacka gęś Druscowicz nie jest moją „uczennicą”. Druskowitz krytykowała poglądy Nietzschego, a jednocześnie w jej tekstach widać wpływ charakterystycznego aforystycznego stylu filozofa.
W 1883 zmarł przyrodni brat Druskowitz, w kolejnym roku najstarszy brat, a w 1888 matka. Tuż przed śmiercią matki Druskowitz przeprowadziła się do Drezna. Po pogrzebie matki pojechała do Rzymu i zamierzała wyjechać do Afryki Północnej, ale prawdopodobnie z powodu trudności finansowych zmieniła plany.
W niektórych opracowaniach pojawia się stwierdzenie, że otwarcie była lesbijką. Faktem jest to, że pozostała niezamężna. Odrzucała instytucję małżeństwa i była ateistką. W 1887 w Dreźnie związała się ze śpiewaczką operową Therese Malten, choć badacze mają wątpliwości, czy był to romans. Helene i Therese mieszkały razem przez kilka lat w Dreźnie. Druskowitz przez całe życie była uzależniona od alkoholu, paliła papierosy i fajki. Po stracie matki i braci zaczęła nadużywać alkoholu, oraz narkotyków. W 1891 Therese Malten zakończyła przyjaźń z Druskowitz, co osłabiło zdrowie psychiczne filozofki i wywołało kryzys egzystencjalny.
Po niekontrolowanym wybuchu gniewu w pensjonacie, w którym mieszkała w wynajętym pokoju, Druskowitz została zabrana przez policję do szpitala psychiatrycznego w Dreźnie. Zdiagnozowano u niej megalomanię. Możliwe, że powodem zamknięcia w szpitalu była jej orientacja seksualna. Kolejne 27 lat życia spędziła w różnych klinikach psychiatrycznych, głównie w Austrii (w szczególności w Ybbs i Mauer-Öhling). Ebner-Eschenbach zaproponowała jej pomoc finansową, ale została odrzucona. Przyjęła za to pomoc jedynego żyjącego brata. Druskowitz cierpiała na halucynacje słuchowe i wzrokowe. Niemniej do 1905 pisała i publikowała. Krytykowała religię i seksizm. W 1907 zdiagnozowano u niej szaleństwo i paranoję. Pisała wiersze na cześć alkoholu. Cierpiąc z powodu braku uznania ze strony płci przeciwnej, nosiła woreczek z moszną kozła, by zamanifestować równość z mężczyznami.
W 1907 spisała testament, w którym żądała, aby wszystkie jej listy, teksty i rękopisy spalić. Dlatego wiele jej dzieł nie zachowało się. Innym powodem jest to, że sama zniszczyła część dokumentów i utworów literackich, poza tym inne napisała nieczytelnym charakterem pisma. Miała również skłonność do wymyślania opowieści o swoim pochodzeniu. Zmieniła nazwisko na bardziej niemieckobrzmiące, dodała „von”, by udowodnić, że pochodzi z zamożnej, szanowanej rodziny. Zmieniła imiona swoich rodziców, twierdząc, że jest córką bułgarskiego księcia. W ostatnich latach życia deklarowała, że została poczęta w sposób nadprzyrodzony.
Z korespondencji Ferdinanda Conrada Meyera, który oparł na Druskowitz kilka postaci ze swoich sztuk, z Louise von François można dowiedzieć się, że Druskowitz była wysoka, miała blond włosy i jasne oczy. W jej wyglądzie miało być coś wyjątkowego i imponującego. Zawsze była schludnie ubrana i wytworna, nawet podczas pobytu w szpitalu psychiatrycznym. Była uważana za pogodną, a jednocześnie dumną i arogancką. Nie szanowała norm społecznych.
Zmarła prawdopodobnie na gruźlicę w Kaiser-Franz-Joseph-Heil-und Pflegeanstalt w Mauer-Öhling.
Zasłynęła jako zaciekła i współczesna Nietschemu krytyczka jego filozofii. Jego reakcje świadczą o tym, że wziął sobie do serca jej opinie. Publikacje filozoficzne Druskowitz cieszyły się dużym zainteresowaniem ówczesnych recenzentów, m.in. w czasopismach filozoficznych, np. „Revue Philosophique de la France et de l’Étranger”, „The Academy” oraz „Mind”. Jej pobyt w Wiedniu opisywały gazety codzienne, takie jak „Illustriertes Wiener Extrablatt”, „Neue Freie Presse”, „Die Presse” i „Wiener Allgemeine Zeitung”. Zrelacjonowano jej studia, jej doktorat w Zurychu, wykłady w Wiedniu oraz teksty filozoficzne. Długie, szczegółowe i pozytywne recenzje jej prac pojawiły się w „Wiener Zeitung”. Napisał je Bruno Walden. Pod tym pseudonimem ukrywała się wiedeńska pisarka, dziennikarka i intelektualistka Florentine Galliny.
Niektóre z pomysłów Druskowitz odbiły się echem w kilku ruchach intelektualno-filozoficznych. Oskarżała Artura Schopenhauera o negatywny wpływ na całe pokolenie mężczyzn, do czego przyczyniła się jego książka Über die Weiber (O kobietach) z 1851.

## Upamiętnienie
29 kwietnia 2008 w Hietzing został jej poświęcony mały park, jak na ironię, w sąsiedztwie szpitala.
W 2016 w Austriackim Forum Kultury w Zagrzebiu z okazji jej 160. urodzin zorganizowano konferencję jej poświęconą oraz otwarto wystawę.

## Twórczość
Często używała pseudonimów, takich jak Adalbert Brunn, H. Foreign, H. Sakkorausch, H. Sakrosant albo von Calagis. Powodem był dominujący wówczas seksizm.
W jej karierze filozoficznej można wskazać dwie główne fazy. Pierwsza trwała od publikacji Moderne Versuche eines Religionsersatzes w 1886 do ostatniej pracy Pessimistische Kardinalsätze: Ein Vademekum für die freiesten Geister (Pesymistyczne propozycje kardynalne: Podręcznik dla najwolniejszych duchów) z 1905. To czas, kiedy prezentowała oryginalne poglądy.
W Moderne Versuche eines Religionsersatzes analizowała systemy filozoficzne A. Comte’a, J.S. Milla, L. Feuerbacha, F. Nietzschego, J. Duboc, Williama Mackintire’a Saltera i E. Dühring. Zauważyła, że wszyscy opisywali i wymyślali nową religię zamiast zaoferować coś strukturalnie nowego, co zastąpiłoby religię. Według Druskowitz inni filozofowie zajmowali się prawie wyłącznie problemami etycznymi, a nie metafizycznymi i społecznymi. Druskowitz uważała, że najpierw nastąpić musi postęp społeczny, który umożliwiłby powstanie nowej bazy materialnej dla nowego społeczeństwa, w którym religia stanie się zbędna.
W Pessimistische Kardinalsätze główna linia argumentacyjna prowadzi do pesymistycznego wniosku: najlepiej byłoby, gdyby ludzkość zniknęła. Uważała, że należy oczyścić grunt pod ateistyczne społeczeństwo. Bóg pojmowany tradycyjnie jako męski mściciel był według Druskowitz głównym powodem teologicznego nonsensu. Odrzucała teistyczny światopogląd. Prezentowała alternatywę dla pozytywizmu (który nazywa „komtyzmem”), jak i materializmu, którą miał być platonizm. Atakowała formę dualizmu hylomorficznego, w którym materia ma przewagę ontyczną i jest kształtowane przez formę. Przywiązanie do materii, do świata materialnego jest dla Druskowitz konsekwencją patriarchatu. Człowiek to logiczna i moralna niemożliwość i przekleństwo świata. Mężczyzna jest źródłem wszelkiego pesymizmu, zakłóca porządek świata, jest nieinteligentny, surowy, zdradziecki, brzydki, wulgarny, zły, zazdrosny, sporny, gadatliwy, wojowniczy, swoją żądzą i pragnieniem prokreacji zniszczył równowagę natury, jest całkowicie – psychicznie i fizycznie – gorszy od kobiety, jest mniej dopracowaną odmianą istoty ludzkiej. Jest pośrednim ogniwem między człowiekiem a bestią. Zbudowany przez mężczyzn system nauk stworzony jest w taki sposób, aby nieustannie kwestionować jego dalszy rozwój. Druskowitz skrytykowała koncepcję sztuki Schopenhauera i Nietzschego, ale tylko w kilku zdaniach. Pozostała część książki to wezwanie do reformy społecznej, która przyjmuje za punkt wyjścia myśl, że kobiety są o wiele bardziej wzniosłe, o wiele bardziej wyrafinowane niż mężczyźni. Gdyby rządziły kobiety, nie byłoby okrucieństw, wojen, bezwzględnej eksploatacji przyrody, głodu, przeludnienia. Książka kończy się poradami dla mężczyzn i kobiet na temat tego, jak powinien być zorganizowany świat. Rady sprowadzają się do radykalnej separacji mężczyzn i kobiet, co doprowadziłoby do wyginięcia ludzi pod rządami kobiet, „przywódczyń śmierci”. Dla Druskowitz to nie jest problemem, ale rozwiązanie. Książkę nazywa się pesymistyczną.
Mizandria Druskowitz może być rozumiana jako reakcja na mizoginię końca XIX w. Kilka jej stwierdzeń rezonuje z późniejszymi stanowiskami ekofeminizmu: Człowiek jest najbardziej chciwym ze wszystkich stworzeń. Splądrował Matkę Ziemię w każdy możliwy sposób gorzej niż dziką bestią i wydobyła z niej wszystkie jej skarby. Druskowitz postrzega ludzi jako niszczycieli natury i dlatego uważa ich za najniższe ze wszystkich istot naturalnych. Z drugiej strony kobiety nie są tylko istotami godniejszymi i piękniejszymi, ale są doskonalszymi i szlachetniejszego pochodzenie, co potwierdzają licznie występujące w różnych mitologiach związki kobiet z morzem, wodą. Kobieta docenia i kocha naturę; zachowuje się z szacunkiem wobec żywych stworzeń. Według Druskowitz patriarchat i kapitalizm są odpowiedzialne za ujarzmienie kobiet i degradację środowiska.
Drugi okres jej twórczości filozoficznej przypadł na czas publikacji Wie ist Verantwortung und Zurechnung ohne Annahme der Willensfreiheit möglich z 1887. Pisała wówczas o problemach z wolną wolą. Pierwsza połowa książki jest krótkim historycznym przeglądem pojęcie wolnej woli. Według Druskowitz koncepcja wolnej woli wywodzi się z nauk buddyjskich. Przez adaptację w chrześcijaństwie dotarła na Zachód. Filozofka omówiła różne aspekty rozumienia wolnej woli przez Schopenhauera, Immanuela Kanta i Paula Rée. Według Druskowitz jednostka jest czymś więcej niż tylko ogniwem w nieskończonym łańcuchu przyczynowym procesów światowych. Człowiek jest wyrazem siły natury, tak jak reszta materialnej rzeczywistości. Jednak człowiek wyróżnia się spośród innych istot. Jeśli człowiek czuje poprzez samoświadomość, że jest przedstawicielem pewnych cech przyrody, wtedy też jest odpowiedzialny za swoje działania. Poczucie odpowiedzialności wynika z poczucia bycia autorem swoich czynów. Dla Druskowitz koncepcja wolnej woli zakłada aktywność „ja”. Odpowiedzialność moralna opiera się na wartości jednostki jako świadomego przedstawiciela pewnych sił natury. Jej stanowisko jest odmianą pomysłów Schopenhauera, jednak w jej argumentacji pojawiają się nowe ujęcia. Uwzględnia naturalizm w dyskusji, sugerując jakąś formę teorii ewolucji. Nie wspomina jednak o Darwinie, choć była świadoma darwinizmu, a nawet z aprobatą pisała o teorii ewolucji jako o kluczowym elemencie rozumienia społeczeństwa i etyki. Produktem ubocznym konieczności natury jest według niej świadomość człowieka, która odróżnia ludzi od zwierząt. Ludzie wyewoluowali od zwierząt i dzięki prawu natury rozwinęli samoświadomość. Ten tok rozumowania jest zaskakujący, jeśli porównamy go z wcześniejszymi pracami. Może był to wynik jej zmian nastroju.
W Zur neuen Lehre. Betrachtungen (1888) opierała się na teorii ewolucji Darwina, aby argumentować popęd człowieka, który wychodzi „poza siebie”, dąży do rozwoju, w którym „myślenie” i „bycie” nakładają się na siebie, a intelekt przejmuje kierowniczą funkcję.
W 1885 napisała książkę Drei englische Dichterinnen o Joannie Baillie, Elizabeth Barrett Browning i George Eliot. W Die Studentinnen (Studentki, 1889) przedstawiła dziewczyny, które dyskutują o emancypacji i własnej edukacji, choć przez nauczycieli określane są jako nudne i leniwe. Jej dramaty i komedie, które nie zostały nigdzie wystawione ze względu na ich feministyczną treść. Wymieniano ją jako redaktorkę dwóch protofeministycznych czasopism, „Der heilige Kampf” i „Der Fehderuf”. Tytuły rozdziałów w jej późniejszych pracach literackich pokrywają się z tekstami w tych gazetach, ale niewykluczone, że sfabrykowała informacje o własnej działalności literackiej.

### Lista prac
- Sultan und Prinz (1882)
- Der Präsident vom Zitherclub (1883–1884)
- Percy Bysshe Shelley (1884)
- Drei englische Dichterinnen (1885)
- Moderne Versuche eines Religionsersatzes (1886)
- Wie ist Verantwortung und Zurechnung ohne Annahme der Willensfreiheit möglich? (1887)
- Zur neuen Lehre. Betrachtungen (1888)
- Zur Begründung einer neuen Weltanschauung (Zur neuen Lehre) (1889)
- Eugen Dühring. Eine Studie zu seiner Würdigung (1889)
- Aspasia (1889)
- Die Pädagogin (1890)
- Philosophischer Rundfragebogen (1903)
- Pessimistische Kardinalsätze: Ein Vademekum für die freiesten Geister (1905) (w 1988 jako Der Mann als logische und sittliche Unmöglichkeit und als Fluch der Welt)[12].